# Selección de fútbol de Libia
La selección de fútbol de Libia es el equipo representativo del país en las competiciones oficiales. Su organización está a cargo de la Federación Libia de Fútbol, perteneciente a la Confederación Africana de Fútbol y a la FIFA. 
Su mayor logro en su historia fue el subcampeonato en la Copa Africana de Naciones 1982, celebrada en su país. En la final Libia perdió por 6:7 en la tanda de penales frente a Ghana. Además logró acceder a la Copa Africana de Naciones 2006, donde solo obtuvo un punto producto de un empate. Jamás ha participado en una Copa Mundial de Fútbol; sin embargo, estuvo a una victoria de lograr su pase a México 1986.
A pesar de que no es una de las mejores selecciones de África y el mundo árabe, en los últimos años ha logrado obtener buenos resultados; uno de ellos fue en la Copa Africana de Naciones 2012 siendo seleccionador el entrenador brasileño Marcos Paquetá que fue testigo de la primera victoria del equipo fuera de Libia, en su último partido contra Senegal. Ello elevó su clasificación mundial FIFA hasta la posición 53, si bien alcanzó el puesto 36 en septiembre de 2012.

## Historia en las eliminatorias

### 1970
El primer intento de Libia para acceder a una Copa Mundial de Fútbol se produjo en la edición de 1970, cuando se vio emparejada con la selección de fútbol de Etiopía. El 26 de enero de 1969, Libia ganó por un marcador de 2-0 a Etiopía. Las cosas parecían marchar bien para la selección, sin embargo en el choque de vuelta, Etiopía se impuso por una goleada de 5-1, global de 5-3. Libia pudo irse satisfecha con una primera victoria en eliminatorias mundialistas.

### 1978
La selección de Libia no pudo acceder a la Copa Mundial de Fútbol de 1974, sin embargo para 1978, Libia intentó acceder al mundial. El 1 de abril de 1976, Libia se enfrentó a Argelia, perdiendo por 1-0. El choque de vuelta tuvo fecha el 16 de abril de 1976, Libia no fue capaz de derrotar a Argelia empatando a 0, y así quedando nuevamente fuera de la Copa Mundial.

### 1982
Para el Mundial de Fútbol de 1982, Libia quedó emparejada con Gambia. En el partido de ida, Libia se impuso 2-1, Gambia no se repuso de la derrota y empataron a 0 en Banjul. Significaba la clasificación a la segunda ronda de la eliminatoria africana. Sin embargo antes de jugar sus partidos, Libia se vio perjudicada en la competencia por el gobierno del país y se retiró.

### 1986
Para las eliminatorias del Mundial de Fútbol de 1986, se presentó la más clara oportunidad para Libia. La selección tendría que enfrentar a Sudán. En el choque de ida en Sudán, quedaron empatadas a 0, sin embargo en el partido de vuelta, en Libia, la selección local, goleó a la de Sudán 4-0, accediendo así a la siguiente ronda, donde se emparejaría con un rival más complicado: Ghana. El partido de ida, el 14 de julio de 1985, en Ghana, se mostró muy complicado, sin embargo Libia pudo sacar un meritorio empate a 0. El choque de vuelta, en Libia, dio la victoria local por 2-0. Con este resultado, la selección accedió a la fase final. Solo dos partidos separaban a Libia de viajar a México. En la ronda final, Libia quedó emparejada con Marruecos, está vez la suerte no estuvo de su lado. En su visita a Marruecos, la selección de Libia salió goleada por 3-0. En el partido de vuelta, celebrado el 18 de octubre de 1985, Libia necesitaba ganar por 4-0 para acceder al mundial. Aunque ganó el partido, no fue suficiente con el 1-0 y una vez más fueron eliminados.

### 1990
Nuevamente problemas de gobierno afectaron a Libia en esta edición En la primera ronda Libia jugó en contra de Burkina Faso. El partido de ida se jugó en casa, Libia ganó por un contundente marcador de 3-0. Ya tenía un pie en la siguiente fase, sin embargo, el seleccionado se llevó un gran susto en su visita a Burkina Faso. La selección local luchó hasta el final del partido para remontar el resultado obtenido en Libia. Burkina Faso ganó el partido por 2-0 pero no le alcanzó para seguir en la lucha de un boleto para el mundial, pues Libia tenía el marcador global a su favor por 3-2. La siguiente fase se trataba de un sistema de grupos todos contra todos.
Libia quedó emparejada en el grupo de Costa de Marfil, Argelia y Zimbabue. En el primer partido Libia se enfrentó como visitante ante Costa de Marfil, cayendó por un marcador de 1-0. Sin embargo por problemas políticos Libia se retiró de la competencia antes de enfrentarse a Zimbabue.

### 2002
Dirigida por el argentino Carlos Salvador Bilardo, Libia inició bien su reaparición en una fase clasificatoria: goleó en casa a Malí por 3-0. En el partido de vuelta, Libia se imponía en el primer tiempo 1-0, sin embargo Malí reaccionó y en el segundo tiempo, anotó tres goles, insuficientes para acceder a la segunda ronda. Bilardo, que había sido contratado solo para esa ronda inicial, declinó seguir dirigiendo a Libia para la fase siguiente. Ya en la segunda ronda, Libia empezó con el pie izquierdo: en casa Camerún la goleó 3-0. A este resultado se sumarían otras derrotas: un 3-1 ante Angola, un 2-0 ante Zambia, un 1-0 ante Camerún, un 2-0 ante Togo, y otra goleada en casa de 4-2 ante Zambia. Libia solo pudo sumar dos puntos, producto de dos empates en casa: un 3-3 ante Togo y un 1-1 ante Angola.

### 2006
En la primera fase de eliminación para la Copa Mundial de fútbol de 2006, el seleccionado libio se vio emparejado con la selección más débil de África: Santo Tomé y Príncipe. Libia se impuso de visita con un flojo 1-0 en el partido de ida. Sin embargo, en casa el seleccionado arrolló por un marcador de 8-0 a Santo Tomé y Príncipe. En la segunda ronda, los libios se vieron emparejados con las selecciones de Costa de Marfil, Camerún, Egipto, Benín y Sudán. Los libios terminaron cuartos del grupo con doce puntos, producto de tres victorias, tres empates y cuatro derrotas. Aunque Libia no accedió al mundial, obtuvo un boleto para la Copa Africana de Naciones 2006.

## Las Copas Africanas de Naciones
La selección libia, solo ha disputado tres torneos del continente: la Copa Africana de Naciones 1982, cuando fue el país organizador, y las Copas 2006 y 2012. En el mes de septiembre del 2006, la Confederación Africana de Fútbol dio a conocer que Libia será el país organizador de la Copa Africana de Naciones 2013, junto a la noticia que Sudáfrica albergará la edición del 2017, pero estas ediciones se revirtieron por la guerra civil libia de 2011.

### Copa Africana de Naciones 1982
Después de disputar sus primeras eliminatorias mundialistas, a Libia se le dio el derecho de organizar el torneo de fútbol más importante del continente a nivel de selecciones: la Copa Africana de Naciones.Se trataba de la primera aparición de la selección de fútbol de Libia en el torneo continental, la edición de la CAN 1982. El tornero albergó a ocho equipos, contando a la anfitriona, se trataba de las selecciones de Ghana, Camerún, Túnez, Zambia, Argelia, Nigeria y Etiopía. 

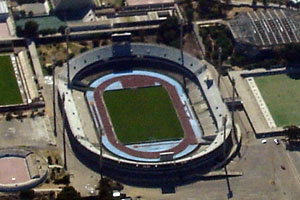
Estadio 11 de Junio, dónde Libia juega sus partidos como local.

Libia quedó emparejada con las selecciones de Ghana, Camerún y Túnez. Su primer encuentro se produjo el 5 de marzo, contra la selección de Ghana. El resultado fue un empate a dos goles. En el siguiente partido lograron una victoria de 2-0 sobre Túnez, logrando así, consolidarse líderes del grupo "A". Ante Camerún se logró un empate a 0, accediendo así a las semifinales, como primer lugar del grupo, con cuatro puntos. Como primer lugar del grupo, Libia debería enfrenter al segundo lugar del grupo "B", se trataba de Zambia. El 16 de marzo se llevó a cabo el encuentro, en el que los locales sufrieron para imponerse 2-1 después de que en el primer tiempo, al minuto 29, Zambia ganara por 1-0. En la otra semifinal, Ghana se impuso a Argelia por un marcador de 3-2. La gran final del torneo se llevó a cabo el 19 de marzo. Al minuto 35, Ghana se imponía por 1-0, sin embargo, los locales emparejaron el marcador al minuto 70. El encuentro se alargó hasta la prórroga, en donde ninguna selección pudo anotar un gol. Finalmente, el encuentro llegó a la tanda de penales, en donde Ghana, se impuso por un cerrado marcador de 7-6. Aunque los libios perdieron la final, pudieron quedarse contentos de que en su primera Copa Africana de Naciones, lograran el subcampeonato.

### Copa Africana de Naciones 2006
Tras quedar cuarta de su grupo en la eliminatoria para el Mundial de Fútbol de 2006, Libia accedió a la CAN 2006, pues Egipto, que había terminado tercera del grupo, ya tenía un lugar en la CAN. Los libios quedaron emparejados en un grupo muy difícil, junto a las selecciones de Egipto, Costa de Marfil y Marruecos. Su primer encuentro se enfrentaría con la anfitriona Egipto. Los libios cayeron goleados por un marcador de 3-0. El siguiente encuentro ante Costa de Marfil no fue mejor: Libia cayó 2-1 y perdía todas sus esperanzas de acceder a la siguiente fase. Su último encuentro ante Marruecos tuvo como resultado un empate de 0 goles. Los libios se despidieron del torneo como últimos de su grupo.

### Copa Africana de Naciones 2012
Libia estuvo en el Grupo A junto a Zambia, Senegal y la coanfitriona Guinea Ecuatorial. En su debut, cayó frente a la coanfitriona por 1 a 0 con gol de Javier Ángel Balboa, en su segundo encuentro, Zambia le dio empate de 2 a 2 pero derrotó a Senegal por 2 a 1; aun así libios y senegaleses quedaron fuera de la siguiente ronda donde los ecuatoguineanos perdieron y Zambia pasó a la final.
El equipo sin duda aprendió de estas experiencias sin embargo, a pesar de un planteamiento bastante conservador en el partido inaugural, Libia comenzó a ofrecer más para el futuro, con Ahmed Saad y Ihaab Boussefi dando dobletes para los partidos ante el campeón Zambia y Senegal, mostraron su evidente talento en el escenario continental y mundial.
Con seis miembros de la escuadra de 30 años o más en particular en especial Samir Aboud para quien el partido contra Senegal bajó el telón en su carrera internacional, la historia se centra ahora en el futuro del fútbol de Libia, a pesar de que sus partidos locales aún no se han reprogramado después de la Primavera Árabe. Posteriormente no se han clasificado para la copa africana de naciones de Sudáfrica 2013, Copa Mundial de Fútbol 2014 y la copa africana de naciones de Guinea Ecuatorial 2015, y esto hace que sus oportunidades de debutar en la Copa Mundial de Fútbol 2018 no se ven tan próximas ya que el equipo no tiene una continuidad asegurada en competiciones regionales.

## Era Post-Gaddafi
Libia jugó su primer partido después de la batalla de Trípoli (y por lo tanto al final de la era de Gaddafi) el 3 de septiembre de 2011, con un nuevo uniforme deportivo de la bandera del Consejo Nacional de Transición.
El partido, parte de las eliminatorias de la Copa Africana de Naciones de 2012, terminó en victoria de 1:0 sobre Mozambique. El gol fue anotado por Rabee'a al Laafi. En el anterior encuentro, el local Libia, derrotó 3:0 a Comoras en la clasificación, jugó en el Stade el 26 de marzo en Bamako (Mali), la reubicación era necesaria debido a la continua guerra, por lo que el estadio Petro Sport de El Cairo se convirtió en el lugar. El partido se jugó a puertas cerradas por razones de seguridad.
Antes del encuentro final del equipo en la fase de clasificación, contra Zambia, el entrenador Marcos Paquetá dijo que el equipo ahora No sólo juega para el éxito del fútbol sino para un nuevo gobierno y un nuevo país. El partido se jugó el 8 de octubre y resultó en un empate 0:0 que era lo suficientemente bueno para ambos equipos para calificar.Paquetá y su equipo celebraron después.
En noviembre de 2011, el seleccionado viajó a los Emiratos Árabes Unidos para jugar un amistoso contra Bielorrusia, organizado por la FIFA y los dubaities. De ahí asistieron a un evento en el Consulado de Libia en Dubái organizado en honor en contribución a su país en el campo de deportes.
Libia estuvo cerca de clasificar a la Copa Mundial de Fútbol de 2014 a desarrollarse en Brasil, pero no avanzó hacia los play-off ya que fue derrotada en la última jornada de su grupo contra Camerún.
Meses después, Libia ganó el 1 de febrero el Campeonato Africano de Naciones de 2014, su primer título internacional. Originalmente Libia sería la sede pero la guerra llegó, y fue cambiada a Sudáfrica. Igualmente, los libios organizarán la Copa Africana de Naciones 2017. Pero meses después se confirmó que no podrán organizar la competición ya que el país no cumple las garantías mínimas de seguridad para acoger el evento.

## Últimos partidos y próximos encuentros
Actualizado al último partido jugado el 18 de noviembre de 2024
| Fecha      | Ciudad  | Local      | Resultado | Visitante | Competición                      |
| ---------- | ------- | ---------- | --------- | --------- | -------------------------------- |
| 02-01-2024 | Antalya | Libia      | 4:0       | Indonesia | Partido amistoso                 |
| 05-01-2024 | Aksu    | Indonesia  | 1:2       | Libia     | Partido amistoso                 |
| 06-06-2024 | Bengasi | Libia      | 2:1       | Mauricio  | Clasificación Copa Mundial 2026  |
| 11-06-2024 | Praia   | Cabo Verde | 1:0       | Libia     | Clasificación Copa Mundial 2026  |
| 04-09-2024 | Trípoli | Libia      | 1:1       | Ruanda    | Clasificación Copa Africana 2025 |
| 10-09-2024 | Abiyán  | Benín      | 2:1       | Libia     | Clasificación Copa Africana 2025 |
| 11-10-2024 | Uyo     | Nigeria    | 1:0       | Libia     | Clasificación Copa Africana 2025 |
| 15-10-2024 | Bengasi | Libia      | Cancelado | Nigeria   | Clasificación Copa Africana 2025 |
| 14-11-2024 | Kigali  | Ruanda     | 0:1       | Libia     | Clasificación Copa Africana 2025 |
| 18-11-2024 | Trípoli | Libia      | 0:0       | Benín     | Clasificación Copa Africana 2025 |
| 20-4-2025  | Bengasi | Libia      |           | Angola    | Clasificación Copa Mundial 2026  |
| 25-4-2025  | Yaundé  | Camerún    |           | Libia     | Clasificación Copa Mundial 2026  |

## Jugadores

### Última convocatoria
| No. | Pos. | Jugador            | Fecha de nacimiento (edad)        | Apa. | Goles | Club               |
| --- | ---- | ------------------ | --------------------------------- | ---- | ----- | ------------------ |
|     | POR  | Haroun Al Beri     | 15 de mayo de 1998 (27 años)      | 3    | 0     | Al Akhdar SC       |
|     | POR  | Murad Al-Wuheeshi  | 28 de febrero de 1997 (28 años)   | 2    | 0     | Al-Ahly Benghazi   |
|     | POR  | Abdujwad Rizq      | 29 de agosto de 1994 (30 años)    | 0    | 0     | Al-Ahly Benghazi   |
|     | DEF  | Mustafa Hamza      | 20 de agosto de 1994 (30 años)    | 60   | 2     | Al Akhdar SC       |
|     | DEF  | Fadel Salama       | 6 de junio de 2002 (23 años)      | 56   | 0     | Al-Ahly Benghazi   |
|     | DEF  | Ali Yousef         | 17 de mayo de 1992 (33 años)      | 35   | 6     | Al-Ahly Benghazi   |
|     | DEF  | Ahmed Fakroun      | 10 de febrero de 1993 (32 años)   | 24   | 1     | Alittihad Misurata |
|     | DEF  | Naji Dura          | 5 de mayo de 1988 (37 años)       | 9    | 0     | Al-Ittihad         |
|     | DEF  | Salah Fakroun      | 21 de febrero de 2002 (23 años)   | 1    | 0     | Al-Nasr            |
|     | DEF  | Hamed Al Thelba    | 2 de enero de 2001 (24 años)      | 0    | 0     | Al-Ahly Benghazi   |
|     | DEF  | Ali Al Musrati     | 7 de septiembre de 2001 (23 años) | 0    | 0     | Al-Ittihad         |
|     | MED  | Anas Al Shibli     | 12 de febrero de 1994 (31 años)   | 36   | 4     | Sfaxien            |
|     | MED  | Muaid Ellafi       | 7 de marzo de 1996 (29 años)      | 33   | 7     | Wydad Casablanca   |
|     | MED  | Mohammed Soulah    | 29 de junio de 1993 (31 años)     | 21   | 0     | Al-Arabi           |
|     | MED  | Jumaa Abu Raqiqah  | 26 de febrero de 1994 (31 años)   | 10   | 0     | Al-Ahly Benghazi   |
|     | MED  | Shamikh Faraj      | 27 de junio de 1994 (30 años)     | 10   | 0     | Al Akhdar SC       |
|     | MED  | Mohammed Al-Tohami | 31 de mayo de 1992 (33 años)      | 9    | 0     | Al-Nasr            |
|     | DEL  | Muad Eisa          | 8 de mayo de 1999 (26 años)       | 6    | 0     | Al-Ittihad         |
|     | DEL  | Moatassem Iskander | 8 de mayo de 1999 (26 años)       | 6    | 0     | AS Rejiche         |
|     | DEL  | Ibrahim Bodbous    | 8 de mayo de 1999 (26 años)       | 6    | 0     | ES Sétif           |
|     | DEL  | Salem Roma         | 19 de octubre de 1994 (30 años)   | 5    | 0     | Al-Nasr            |
|     | DEL  | Akram Zuway        | 18 de marzo de 2000 (25 años)     | 10   | 0     | Al-Ahly Benghazi   |
|     | DEL  | El Mahdi El Kout   | 29 de agosto de 1999 (25 años)    | 2    | 0     | Al Akhdar SC       |

## Entrenadores
- Massoud Zantouny (1953)
- Salim Faraj Balteb (1957–1960)
- James Benjeham (1961)
- Billy Elliott (1961–1963)
- Vojin Božović (1964–1965)
- George Skinner (1965–1966)
- Mokhtar Arribi (1966–1967)
- Keith Spurgeon (1967–1968)
- Ali Zantouny (1968–1969)
- Milan Selbetishi (1969–1970)
- George Ainsley (1970–1971)
- Nicolae Oaidă (1971–1972)
- Hassan Al-Amer (1972)
- Titus Ozon (1972–1974)
- Mohammed El-Khamisi (1974–1975)
- Abed Ali Al-Aqili (1975–1976)
- Mohammed El-Khamisi (1976–1977)
- Ali Al-Zaqori (1977–1978)
- Ron Bradley (1978–1980)
- Mohammed El-Khamisi (1980–1982)
- Béla Gutal (1982)
- Cicerone Manolache (1983–1984)[3]
- Mohammed El-Khamisi (1984)
- Hashimi El-Bahlul (1984–1986)
- Mohammed El-Khamisi (1988–1989)
- Ahmed Ben Soueid (1989)
- Hashimi El-Bahlul (1991–1997)
- Ion Moldovan (1998)
- Danny McLennan (1998)
- Eugenio Bersellini (1998–1999)
- Carlos Bilardo (1999–2000)
- Miguel Ángel Lemme (2000–2001)
- Francesco Scoglio (2002)
- Ilija Lončarević (2003–2004)
- Mohammed El-Khamisi (2004–2005)
- Ilija Lončarević (2005–2006)
- Mohsen Saleh (2006)
- Abou Bakr Bani (2006–2007)
- Faouzi Benzarti (2007–2009)
- Branko Ivanković (2009–2010)
- Marcos Paquetá (2010–2012)
- Abdul-Hafeedh Arbeesh (2012–2013)
- Javier Clemente (2013–2016)
- Jalal Damja (2016–2017)
- Adel Amrouche (2017–2018)
- Fawzi Al-Issawi (2018–2019)
- Jalal Damja (2019)
- Faouzi Benzarti (2019–2020)
- Ali El Margini (2020)
- Zoran Filipović (2020–2021)
- Javier Clemente (2021–2022)
- Ramon Catala (2022)
- Corentin Martins (2022–2023)
- Hamdi Bataw (2023)
- Salim Al-Jalali (interino, 2023)
- Milutin Sredojević (2023-2024)
- Nasser Al-Hadhiri (2024-2025)
- Aliou Cissé (2025-)

## Estadísticas

### Copa Mundial de Fútbol
| Copa Mundial de Fútbol | Copa Mundial de Fútbol  | Copa Mundial de Fútbol  | Copa Mundial de Fútbol  | Copa Mundial de Fútbol  | Copa Mundial de Fútbol  | Copa Mundial de Fútbol  | Copa Mundial de Fútbol  |
| Año                    | Ronda                   | J                       | G                       | E                       | P                       | GF                      | GC                      |
| ---------------------- | ----------------------- | ----------------------- | ----------------------- | ----------------------- | ----------------------- | ----------------------- | ----------------------- |
| 1930 - 1950            | No existía la selección | No existía la selección | No existía la selección | No existía la selección | No existía la selección | No existía la selección | No existía la selección |
| 1954 - 1962            | No participó            | No participó            | No participó            | No participó            | No participó            | No participó            | No participó            |
| 1966                   | Se retiró               | Se retiró               | Se retiró               | Se retiró               | Se retiró               | Se retiró               | Se retiró               |
| 1970                   | No clasificó            | No clasificó            | No clasificó            | No clasificó            | No clasificó            | No clasificó            | No clasificó            |
| 1974                   | No participó            | No participó            | No participó            | No participó            | No participó            | No participó            | No participó            |
| 1978                   | No clasificó            | No clasificó            | No clasificó            | No clasificó            | No clasificó            | No clasificó            | No clasificó            |
| 1982                   | Se retiró               | Se retiró               | Se retiró               | Se retiró               | Se retiró               | Se retiró               | Se retiró               |
| 1986                   | No clasificó            | No clasificó            | No clasificó            | No clasificó            | No clasificó            | No clasificó            | No clasificó            |
| 1990                   | Se retiró               | Se retiró               | Se retiró               | Se retiró               | Se retiró               | Se retiró               | Se retiró               |
| 1994                   | Descalificado           | Descalificado           | Descalificado           | Descalificado           | Descalificado           | Descalificado           | Descalificado           |
| 1998                   | No participó            | No participó            | No participó            | No participó            | No participó            | No participó            | No participó            |
| 2002                   | No clasificó            | No clasificó            | No clasificó            | No clasificó            | No clasificó            | No clasificó            | No clasificó            |
| 2006                   | No clasificó            | No clasificó            | No clasificó            | No clasificó            | No clasificó            | No clasificó            | No clasificó            |
| 2010                   | No clasificó            | No clasificó            | No clasificó            | No clasificó            | No clasificó            | No clasificó            | No clasificó            |
| 2014                   | No clasificó            | No clasificó            | No clasificó            | No clasificó            | No clasificó            | No clasificó            | No clasificó            |
| 2018                   | No clasificó            | No clasificó            | No clasificó            | No clasificó            | No clasificó            | No clasificó            | No clasificó            |
| 2022                   | No clasificó            | No clasificó            | No clasificó            | No clasificó            | No clasificó            | No clasificó            | No clasificó            |
| 2026                   | Por disputarse          | Por disputarse          | Por disputarse          | Por disputarse          | Por disputarse          | Por disputarse          | Por disputarse          |
| 2030                   | Por disputarse          | Por disputarse          | Por disputarse          | Por disputarse          | Por disputarse          | Por disputarse          | Por disputarse          |
| 2034                   | Por disputarse          | Por disputarse          | Por disputarse          | Por disputarse          | Por disputarse          | Por disputarse          | Por disputarse          |
| Total                  | 0/22                    | -                       | -                       | -                       | -                       | -                       | -                       |

### Copa Africana de Naciones
| Copa Africana de Naciones | Copa Africana de Naciones | Copa Africana de Naciones | Copa Africana de Naciones | Copa Africana de Naciones | Copa Africana de Naciones | Copa Africana de Naciones | Copa Africana de Naciones |
| Año                       | Ronda                     | J                         | G                         | E                         | P                         | GF                        | GC                        |
| ------------------------- | ------------------------- | ------------------------- | ------------------------- | ------------------------- | ------------------------- | ------------------------- | ------------------------- |
| 1957 - 1965               | No participó              | No participó              | No participó              | No participó              | No participó              | No participó              | No participó              |
| 1968                      | No clasificó              | No clasificó              | No clasificó              | No clasificó              | No clasificó              | No clasificó              | No clasificó              |
| 1970                      | No participó              | No participó              | No participó              | No participó              | No participó              | No participó              | No participó              |
| 1972                      | No clasificó              | No clasificó              | No clasificó              | No clasificó              | No clasificó              | No clasificó              | No clasificó              |
| 1974                      | Se retiró                 | Se retiró                 | Se retiró                 | Se retiró                 | Se retiró                 | Se retiró                 | Se retiró                 |
| 1976                      | No participó              | No participó              | No participó              | No participó              | No participó              | No participó              | No participó              |
| 1978                      | No participó              | No participó              | No participó              | No participó              | No participó              | No participó              | No participó              |
| 1980                      | No participó              | No participó              | No participó              | No participó              | No participó              | No participó              | No participó              |
| 1982                      | Subcampeón                | 5                         | 2                         | 3                         | 0                         | 7                         | 4                         |
| 1984                      | No clasificó              | No clasificó              | No clasificó              | No clasificó              | No clasificó              | No clasificó              | No clasificó              |
| 1986                      | No clasificó              | No clasificó              | No clasificó              | No clasificó              | No clasificó              | No clasificó              | No clasificó              |
| 1988                      | Se retiró                 | Se retiró                 | Se retiró                 | Se retiró                 | Se retiró                 | Se retiró                 | Se retiró                 |
| 1990                      | Se retiró                 | Se retiró                 | Se retiró                 | Se retiró                 | Se retiró                 | Se retiró                 | Se retiró                 |
| 1992                      | No participó              | No participó              | No participó              | No participó              | No participó              | No participó              | No participó              |
| 1994                      | No participó              | No participó              | No participó              | No participó              | No participó              | No participó              | No participó              |
| 1996                      | No participó              | No participó              | No participó              | No participó              | No participó              | No participó              | No participó              |
| 1998                      | No participó              | No participó              | No participó              | No participó              | No participó              | No participó              | No participó              |
| 2000                      | No clasificó              | No clasificó              | No clasificó              | No clasificó              | No clasificó              | No clasificó              | No clasificó              |
| 2002                      | No clasificó              | No clasificó              | No clasificó              | No clasificó              | No clasificó              | No clasificó              | No clasificó              |
| 2004                      | No clasificó              | No clasificó              | No clasificó              | No clasificó              | No clasificó              | No clasificó              | No clasificó              |
| 2006                      | Fase de grupos            | 3                         | 0                         | 1                         | 2                         | 1                         | 5                         |
| 2008                      | No participó              | No participó              | No participó              | No participó              | No participó              | No participó              | No participó              |
| 2010                      | No participó              | No participó              | No participó              | No participó              | No participó              | No participó              | No participó              |
| 2012                      | Fase de grupos            | 3                         | 1                         | 1                         | 1                         | 4                         | 4                         |
| 2013                      | No clasificó              | No clasificó              | No clasificó              | No clasificó              | No clasificó              | No clasificó              | No clasificó              |
| 2015                      | No clasificó              | No clasificó              | No clasificó              | No clasificó              | No clasificó              | No clasificó              | No clasificó              |
| 2017                      | No clasificó              | No clasificó              | No clasificó              | No clasificó              | No clasificó              | No clasificó              | No clasificó              |
| 2019                      | No clasificó              | No clasificó              | No clasificó              | No clasificó              | No clasificó              | No clasificó              | No clasificó              |
| 2021                      | No clasificó              | No clasificó              | No clasificó              | No clasificó              | No clasificó              | No clasificó              | No clasificó              |
| 2023                      | No clasificó              | No clasificó              | No clasificó              | No clasificó              | No clasificó              | No clasificó              | No clasificó              |
| 2025                      | No clasificó              | No clasificó              | No clasificó              | No clasificó              | No clasificó              | No clasificó              | No clasificó              |
| 2027                      | Por definir               | Por definir               | Por definir               | Por definir               | Por definir               | Por definir               | Por definir               |
| Total                     | 3/35                      | 11                        | 3                         | 5                         | 3                         | 12                        | 13                        |

## Selección Local

### Campeonato Africano de Naciones
| Campeonato Africano de Naciones | Campeonato Africano de Naciones | Campeonato Africano de Naciones | Campeonato Africano de Naciones | Campeonato Africano de Naciones | Campeonato Africano de Naciones | Campeonato Africano de Naciones | Campeonato Africano de Naciones |
| Año                             | Ronda                           | J                               | G                               | E                               | P                               | GF                              | GC                              |
| ------------------------------- | ------------------------------- | ------------------------------- | ------------------------------- | ------------------------------- | ------------------------------- | ------------------------------- | ------------------------------- |
| 2009                            | Fase de grupos                  | 3                               | 0                               | 2                               | 1                               | 1                               | 3                               |
| 2011                            | No clasificó                    | No clasificó                    | No clasificó                    | No clasificó                    | No clasificó                    | No clasificó                    | No clasificó                    |
| 2014                            | Campeon                         | 6                               | 1                               | 5                               | 0                               | 6                               | 4                               |
| 2016                            | No clasificó                    | No clasificó                    | No clasificó                    | No clasificó                    | No clasificó                    | No clasificó                    | No clasificó                    |
| 2018                            | Cuarto lugar                    | 6                               | 2                               | 2                               | 2                               | 7                               | 6                               |
| 2020                            | Fase de grupos                  | 3                               | 0                               | 2                               | 1                               | 1                               | 2                               |
| 2022                            | Fase de grupos                  | 3                               | 1                               | 0                               | 2                               | 5                               | 5                               |
| Total                           | 5/7                             | 21                              | 4                               | 11                              | 6                               | 20                              | 20                              |

### Copa de Naciones Árabe
| Copa de Naciones Árabe | Copa de Naciones Árabe | Copa de Naciones Árabe | Copa de Naciones Árabe | Copa de Naciones Árabe | Copa de Naciones Árabe | Copa de Naciones Árabe | Copa de Naciones Árabe |
| Año                    | Ronda                  | J                      | G                      | E                      | P                      | GF                     | GC                     |
| ---------------------- | ---------------------- | ---------------------- | ---------------------- | ---------------------- | ---------------------- | ---------------------- | ---------------------- |
| 1963                   | No participó           | No participó           | No participó           | No participó           | No participó           | No participó           | No participó           |
| 1964                   | Subcampeón             | 4                      | 2                      | 2                      | 0                      | 9                      | 5                      |
| 1966                   | Tercer lugar           | 5                      | 2                      | 2                      | 1                      | 20                     | 4                      |
| 1985                   | No participó           | No participó           | No participó           | No participó           | No participó           | No participó           | No participó           |
| 1988                   | No participó           | No participó           | No participó           | No participó           | No participó           | No participó           | No participó           |
| 1992                   | No participó           | No participó           | No participó           | No participó           | No participó           | No participó           | No participó           |
| 1998                   | Fase de grupos         | 2                      | 0                      | 0                      | 2                      | 2                      | 4                      |
| 2002                   | No participó           | No participó           | No participó           | No participó           | No participó           | No participó           | No participó           |
| 2009                   | Cancelado              | Cancelado              | Cancelado              | Cancelado              | Cancelado              | Cancelado              | Cancelado              |
| 2012                   | Subcampeón             | 5                      | 3                      | 2                      | 0                      | 8                      | 3                      |
| Copa Árabe de la FIFA  |                        |                        |                        |                        |                        |                        |                        |
| 2021                   | No clasificó           | No clasificó           | No clasificó           | No clasificó           | No clasificó           | No clasificó           | No clasificó           |
| Total                  | 4/11                   | 16                     | 7                      | 6                      | 3                      | 39                     | 16                     |